# Мигель (хореограф)
Миге́ль (настоящее имя — Серге́й Миге́льевич Шестепёров; род. 21 июля 1982, Химки, Московская область, СССР) — российский режиссёр, хореограф, продюсер и актёр. Наставник в телешоу «Танцы» на телеканале «ТНТ».

## Биография

### Ранние годы и семья
Родился 21 июля 1982 в городе Химки Московской области.
Мигель познакомился со своим отцом, который в 1980-е вернулся на Кубу, только в 2014 году.
Окончил Московский государственный университет культуры и искусств.

### Карьера
1999—2003 — артист балета мюзикла о шоу-бизнесе «Метро». Там от коллег получил прозвище Мигель.
2002—2004 — солист балета мюзикла «Нотр-Дам де Пари».
2004 — артист мюзикла «Ромео и Джульетта», который, по его словам, оказался самым значимым для его творческой карьеры.
В 2004 (сентябрь-декабрь) году Мигель стал участником телепроекта Первого канала «Фабрика звёзд» под руководством Аллы Пугачёвой.
2008—2014 — работает хореографом и режиссёром-постановщиком на различных шоу, модных показах, в театральных представлениях в России и Украине.
В 2010 году Мигеля пригласили в качестве хореографа в театрализованное цирковое шоу «Тайна слонов-великанов», цирка на Фонтанке в городе Санкт-Петербурге, под руководством Таисии Корниловой. Шоу было номинировано на государственную премию России и г. Санкт-Петербурга. Позже, в 2012 году Мигель ставил хореографию в цирковом шоу Бриллиантового цирка Якутии для выступления в Королевском цирке (Брюссель, Бельгия) и в цирке Никулина (Москва).
В 2011 году Мигель начинает тесно сотрудничать с украинским режиссёром и клипмейкером Аланом Бадоевым. Результатом их совместной работы становится музыкальное видео Макса Барских на песню «Студент», в котором Мигель выступил в качестве хореографа. Вслед за этим последовали работы над музыкальным видео Diana Diez & Kostas Martakis «Sex Indigo», Валерия Меладзе «Побудь со мной», Алины Артц «Прекрасная ложь», Зары и Александра Розенбаума «Любовь на бис» и многие другие. Из последних работ — постановка музыкального видео на клип Антона Беляева на песню My love Is Like. Сотрудничал с Apashe и создали совместную работу No Twerk.
Весной 2011 года в эфире украинского телеканала «Интер» стартовало грандиозное танцевальное шоу «Майдан’s». Одним из идейных вдохновителей телешоу стал Мигель, который работал в качестве главного хореографа, музыкального продюсера, а также члена жюри. Проект «Майдан’s» официально был внесен в Книгу рекордов Гиннесса как самый масштабный и массовый проект в мире.
В 2011 году Мигель продюсировал и ставил номера для группы «Нереальные Пацаны» в рамках шоу-талантов «Шоу № 1» на телеканале Интер, Украина. За 9 недель команда пришла к победе. После окончания шоу Мигель принял решение продолжить работу с группой. В феврале 2012 года группа с обновленным названием «Нереальные» стала участником национального отбора Евровидение 2012, заняв в финале 4-е место с песней «Just a Dream». Режиссёром и хореографом номера стал Мигель.
С ноября 2011 года Мигель занялся продюсированием музыкальной группы «Нереальные», которая победила на украинском телепроекте «Шоу № 1». Через 4 месяца группа заняла 4-е место на национальном украинском отборе Евровидения 2012. А в августе 2012 года «Нереальные» завоевали премию «Золотая звезда Аллы» Пугачёвой в рамках «Крым Мюзик Фест».
Осенью 2012 года в эфире украинского телеканала «Новый канал» стартовало новое шоу формата Endemol «ШоумаSтгоуон», где 8 артистов перевоплощались в идолов сцены всех времен и народов — от Леди Гаги и Фредди Меркьюри до Валерия Леонтьева и Софии Ротару. Участники представляли максимально сложные и неожиданные образы: намного моложе или старше себя, в том числе и противоположного пола. Образы каждого эфира знаменитости выбирали с помощью жребия. Режиссёрами телешоу стали Мигель и Олег Бондарчук, разделив между собой в каждом эфире по 4 исполнителя.
2014—2021 — наставник и член жюри проекта «Танцы» на ТНТ.
Первый сезон самого масштабного российского танцевального проекта «Танцы» стартовал в эфире канала ТНТ 23 августа 2014 года. Мигель вместе с хореографом Егором Дружининым стал наставником проекта, а также членом жюри. В четвёртом сезоне проекта на место Егора Дружинина пришла Татьяна Денисова, хореограф с Украины, которая уже появлялась в шоу в качестве приглашенного члена жюри в третьем сезоне.
Один из номеров первого сезона проекта получил неожиданное развитие. В постановочном номере с участием всех танцовщиков своей команды Мигель использовал трек «No Twerk» канадского диджея Apashe. После выхода в эфир выступление набрало огромное количество просмотров в интернете, а популярность трека Apashe в России резко возросла. Канадский диджей, вдохновленный неожиданным успехом, предложил создателям проекта «Танцы на ТНТ» снять клип на свое творение и специально для видео сделал новую версию «No Twerk». В клипе снялись хореографы и участники команды Мигеля из шоу «Танцы на ТНТ». Клип увидели не только в России, но и в США и Японии.
Во многом благодаря клипу Мигелю удалось пригласить в один из выпусков второго сезона проекта «Танцы на ТНТ» всемирно известного хореографа Джонте, который работал с Бейонсе, Джанет Джексон и Бритни Спирс.
Мигель также является режиссёром и хореографом гастрольных туров проекта «ТАНЦЫ». В марте 2015 года стартовал тур первого сезона шоу «ТАНЦЫ», который собрал более 120 городов по всей России.
В сентябре 2015 года прошёл гастрольный тур второго сезона шоу «ТАНЦЫ» по городам СНГ и Ближнего зарубежья. Концерты прошли в 23 городах России, Прибалтики, Беларуси. Тур завершился масштабными 3D-выступлениями в Москве, Санкт-Петербурге и Минске. А в июне 2016 года стартовал большой гастрольный тур «ТАНЦЫ. Битва сезонов». В гастрольном списке участников шоу «ТАНЦЫ» на ТНТ более 100 городов России, Белоруссии и стран Балтии и Европы.
В феврале 2016 года в Москве начал работу танцевальный центр «PROТАНЦЫ», открытый создателями шоу «ТАНЦЫ» на ТНТ, продюсерами компании Comedy Club Production. Мигель стал креативным продюсером центра. На сегодняшний день «PROТАНЦЫ» является одним из крупнейших танцевальных центров в России, где преподают профессиональные педагоги, известные хореографы, фитнес-инструкторы, а также иностранные танцовщики мирового уровня.
В июне 2016 года под эгидой танцевального центра прошёл первый танцевальный «Лагерь PROТАНЦЫ» в Сочи, где Мигель также выступил креативным продюсером. «Лагерь PROТАНЦЫ» — уникальный танцевальный проект, ориентированный на международный опыт — стал стартовой площадкой для сотен танцовщиков. Главная задача лагеря — развитие танцевальной культуры в России и СНГ. На протяжении целой недели участники лагеря учились у лучших мировых и российских хореографов и тренировались бок о бок с участниками проекта «ТАНЦЫ».

## Работы

### Проекты
Хореограф, режиссёр-постановщик проектов:
- 2008 — показ Киры Пластининой «Love»
- 2008 — показ Маши Цигаль в рамках Russian Fashion Week в Москве
- 2008—2009 — церемония «Playboy Playmate of the Year»
- 2009 — номер исполнительницы Inga&Anush на конкурсе Евровидение
- 2011 — презентация Mercedes-Benz SLS AMG в России
- 2010 — театрализованное цирковое шоу «Тайна слонов-великанов» в цирке на Фонтанке
- 2012 — показ коллекции «Мастерская чудес» осень-зима 2012/13 российского дизайнера Сабины Горелик в рамках Mercedes-Benz Fashion Week Russia
- 2012 — флешмоб для компании BOSCO в честь презентации новой формы олимпийской сборной России
- 2012 — концерт солистки группы «Алиби» Ангелины Завальской «Revelation»
- 2012 — третий день «Крым Мюзик Фест» (Ялта, Украина)
- 2013 — Телешоу «Один в один!» (первый сезон) на Первом канале, режиссёр
- 2013 — Телешоу «Универсальный артист» на Первом канале, режиссёр
- 2013 — Телешоу «Хочу V ВИА Гру» на НТВ, режиссёр концертных номеров и хореограф
- 2014 — Телешоу «Большая перемена» на НТВ, режиссёр
- 2014 — Телешоу «Як Дви Крапли» на ТРК Украина, режиссёр
- 2014 — Телешоу «Один в один» (второй сезон) на канале Россия 1, режиссёр
- 2014 — Концертная программа группы ВИА Гра, режиссёр и хореограф
- 2015 — режиссёр 3-го сезона шоу «Один в один» на канале Россия 1
- 2015 — по наст. вр. — креативный директор танцевального центра «PROТАНЦЫ» (Москва, Россия)
- 2016 — режиссёр 4-го сезона шоу «Один в один — Битва сезонов»
- 2016 — креативный продюсер первого танцевального «Лагеря PROТАНЦЫ» (Сочи, Россия)
- 2016 — режиссёр — постановщик церемонии открытия премии «ТЭФИ 2016»

### Телевидение
Хореограф, режиссёр-постановщик проектов:
- 2011 — праздничный телевизионный концерт к 15-летию телеканала «Интер» (Украина)
- 2011—2012 — театрализованное цирковое шоу «Рыжий Ник и мастерская чудес 4D» телевизионный концерт к 23 Февраля и 8 Марта на телеканале «Интер» (Украина)
- 2012 — Шоу «ШоумаSтгоуон»[30] (Новый канал, Украина)
- 2013 — Шоу «Один в один» (Первый канал, Россия)
- 2013 — Шоу «Универсальный артист» (Первый канал, Россия)
- 2013 — Шоу «Хочу V ВИА Гру» (канал НТВ, Россия)
- 2014 — Шоу «Большая Перемена» (канал НТВ, Россия)
- 2014 — Шоу Як Дви Крапли (канал ТРК, Украина)
- 2014 — Шоу «Один в один» (канал Россия 1)
- 2014 — Концертная программа группы «Виа Гра»
- 2014—2021 — шоу «ТАНЦЫ» (канал ТНТ, Россия)
- 2016 — шоу «ТАНЦЫ. Битва сезонов»[31] (канал ТНТ, Россия)
- 2016 — «Импровизация» (канал ТНТ, Россия)
- 2016 — «Киношоу» (канал НТВ, Россия)
- 2017 — «Деньги или позор: Black Edition» (Канал ТНТ4, Россия)
- 2018 — шоу «ПЕСНИ» (канал ТНТ, Россия) — режиссёр
- 2019 — Импровизация (канал ТНТ, Россия)
- 2021—2022 — Новые Танцы (канал ТНТ, Россия)
- 2021 — Игра (телешоу) (канал ТНТ, Россия) — жюри
- 2022 — «Импровизация» (канал ТНТ, Россия)
- 2024 — «Импровизаторы» (канал СТС, Россия)

### Песни
- 2003 — Он (вместе с группой «Фабрика»)
- 2004 — Песня настоящего фаната Кайли Миноуг «Фабрика Звезд-5»

### Видеоклипы
Хореограф, режиссёр-постановщик проектов:
- Группа Therr Maitz, клип на песню My love is like
- Группа «Гости из будущего», клип на песню «Я не для тебя»
- Евгения Отрадная, клип на песню «Трамвайчик»
- Макс Барских, клип на песню «Студент»
- Алина Артц, клип на песню «Internet Connection»
- Алина Артц, клип на песню «Прекрасная Ложь»
- Алина Артц, клип на песню «Не убежать»
- Diana Diez & Kostas Martakis, клип на песню «Sex Indigo»
- Валерий Меладзе, клип на песню «Побудь со мной»
- Зара и Александр Розенбаум, клип на песню «Любовь на Бис»
- Макс Барских, клип на песню «Z.Dance» (3 эпизода)

### Театр
Режиссёр и хореограф-постановщик:
- 2016 — Иммерсивное Шоу «Вернувшиеся»

Танцовщик:
- 1999—2003 — мюзикл «Метро» (реж. Януш Юзефович)
- 2002—2004 — мюзикл «Нотр-Дам де Пари»
- 2004 — мюзикл «Ромео и Джульетта»

### Фильмография
Актёр:
- 2002 — «Бригада» (8 серия, эпизодическая роль Деда Мороза)
- 2018 — «Универ. Новая общага» (камео)
- 2020 — «Гусар» (камео)
- 2023 — «Холоп 2» (учитель танцев)

Хореограф, режиссёр-постановщик:
- 2009 — «Гитлер капут!» (хореограф)
- 2009 — «Весельчаки» (хореограф)
- 2010 — «Ржевский против Наполеона» (хореограф)
- 2011 — «Легенда. Людмила Гурченко» (хореограф)[32]